# Lola Lane
Pour les articles homonymes, voir Lane.
Lola Lane est une actrice américaine, née le 21 mai 1906 à Macy (Indiana), morte le 22 juin 1981  à Santa Barbara (Californie).

## Biographie
Lola Lane est l'une des sœurs de Priscilla Lane, avec Rosemary et Leota.

## Filmographie
- 1929 : Speakeasy, de Benjamin Stoloff : Alice Woods
- 1929 : Fox Movietone Follies of 1929 : Lila Beaumont
- 1929 : L'Affaire Burton (The Girl from Havana) de Benjamin Stoloff : Joan Anders
- 1930 : Nuits de Californie (Let's go places) : Marjorie Lorraine
- 1930 : The Big Fight : Shirly
- 1930 : Bonnes Nouvelles (Good News) : Patricia Bingham
- 1930 : The Costello Case : Mollie
- 1931 : Le Damné (Hell Bound) : Platinum Reed
- 1931 : Ex-Bad Boy : Letta Lardo
- 1933 : The Woman Who Dared (en) de Millard Webb : Kay Wilson
- 1934 : Amour et Sténographie (Public Stenographer) de Lewis D. Collins : Ann McNair
- 1934 : The Woman Condemned de Dorothy Davenport : Jane Merrick
- 1934 : Burn 'Em Up Barnes (en) de Colbert Clark et Armand Schaefer : Marjorie Temple
- 1934 : Port of Lost Dreams : Molly Deshon / Molly Clark Christensen
- 1934 : Ticket to a Crime : Peggy Cummings
- 1935 : Murder on a Honeymoon : Phyllis La Font
- 1935 : Alias Mary Dow : Minna
- 1935 : Death from a Distance : Kay Palmer
- 1935 : His Night Out : Lola
- 1936 : In Paris, A.W.O.L. : Lola
- 1937 : Femmes marquées (Marked Woman), de Lloyd Bacon : Dorothy « Gabby » Marvin
- 1937 : The Sheik Steps Out : Phyllis « Flip » Murdock
- 1937 : Hollywood Hotel, de Busby Berkeley : Mona Marshall
- 1938 : Torchy Blane in Panama : Torchy Blane
- 1938 : When Were You Born : Nita Kenton
- 1938 : Mr. Chump : Jane Mason
- 1938 : Rêves de jeunesse (Four Daughters), de Michael Curtiz : Thea Lemp
- 1939 : Filles courageuses (Daughters Courageous) : Linda Masters
- 1939 : Quatre Jeunes Femmes (Four Wives) : Thea Lemp Crowley
- 1940 : Convicted Woman : Hazel Wren
- 1940 : Zanzibar (en) d'Harold D. Schuster : Jan Browning
- 1940 : Gangs of Chicago : June Whitaker
- 1940 : Girls of the Road : Elly
- 1941 : Femmes adorables (Four Mothers) de William Keighley : Thea Lemp Crowley
- 1941 : Mystery Ship : Patricia Marshall
- 1942 : Miss V from Moscow : Vera Marova
- 1942 : Le Canyon perdu (Lost Canyon) de Lesley Selander : Laura Clark
- 1943 : La Vallée infernale (Buckskin Frontier) de Lesley Selander : Rita Molyneaux
- 1945 : Identity Unknown : Wanda
- 1945 : Steppin' in Society : La duchesse
- 1945 : Why Girls Leave Home : Irene Mitchell
- 1946 : Une nuit mouvementée (Deadline at Dawn) de Harold Clurman (en) : Edna Bartelli
- 1946 : They Made Me a Killer : Betty Ford